# Partit Nacional Socialista Hongarès dels Camperols i Obrers
El Partit Nacional Socialista Hongarès dels Camperols i Obrers (en hongarès: Magyar Nemzeti Szocialista Földmunkás és Munkáspárt, MNSZFMP) va ser un partit polític d'extrema dreta a Hongria a finals dels anys trenta.

## Història
El grup es va formar el 16 de juliol de 1932 com un grup escindit del Partit Independent dels Petits Propietaris sota el lideratge de Zoltán Meskó. Aquest partit va apel·lar específicament als camperols sense terra. En poc temps va absorbir el Partit Nacionalsocialista Hongarès original i els seus seguidors van ser coneguts com a «Camises Verdes» pels seus uniformes distintius.
Van adoptar la Creu Flechada com a símbol, tot i que també feien servir altres emblemes com l'esvástica. Durant un breu període van fer servir camises marrons abans de ser substituïdes pel conegut uniforme de camisa verda. Encara que estava estretament associat amb la tendència nazi en la política hongaresa, el grup era considerat un dels seus representants menys radicals i era consistentment lleial a la Regència de Miklós Horthy.
El partit va concórrer per primera vegada a les eleccions nacionals del 1939, uns comicis en què va guanyar tres escons a les eleccions parlamentàries aquell any. Després de l'esclat de la Segona Guerra Mundial, el partit no es va presentar a cap altre procés electoral. No va aconseguir desenvolupar cap mena de seguiment de massa.

## Resultat electorals

### Assemblea Nacional
| Any  | Vots   | %    | Escons  | Posició | Govern   |
| ---- | ------ | ---- | ------- | ------- | -------- |
| 1939 | 36.137 | 0.98 | 3 / 260 | 11è     | Oposició |